# István Burián
István Burián (německy Stephan Graf Burián von Rajecz, maďarsky rajeczi gróf Burián István, slovensky Štefan Burian z Rajca) (16. ledna 1851 Stupava – 20. října 1922 Vídeň), byl rakousko-uherský, respektive uherský diplomat a politik. Od roku 1872 působil ve službách rakousko-uherské diplomacie a vystřídal řadu nižších funkcí v různých zemích. Později byl vyslancem v Bulharsku (1887–1895) a Řecku (1897–1903). V letech 1903–1912 a 1916–1918 byl ministrem financí Rakouska-Uherska, za první světové války pak dvakrát ministr zahraničí Rakouska-Uherska (1915–1916 a 1918). Před zánikem monarchie byl povýšen na hraběte a získal Řád zlatého rouna (1918).

## Biografie

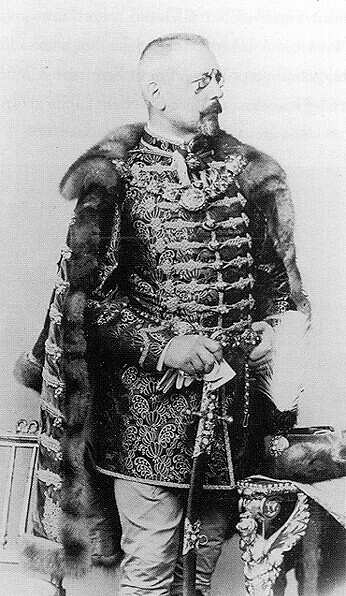
István Burián (1896)

Pocházel ze staré uherské šlechty nižšího postavení, byl synem advokáta Istvána Buriána (1818–1887) a jeho manželky Barbory, rozené Horváthové (1825–1888), měl dvě starší sestry. Studoval v Prešpurku a Vídni. Absolvoval Konzulární akademii, kromě němčiny ovládal francouzštinu a angličtinu, osvojil si také základy španělštiny a arabštiny. Do diplomatické služby vstoupil v roce 1872 jako konzulární elév v Alexandrii, poté krátce působil v Bukurešti, Bělehradě a Sofii. V letech 1882–1886 vedl generální konzulát v Moskvě. V letech 1887–1895 byl generálním konzulem v Sofii, kde mu byl v roce 1894 přiznán titul vyslance. Po návratu do Vídně krátce působil na ministerstvu zahraničí bez služebního zařazení. V letech 1896–1897 působil ve Stuttgartu, kde byl vyslancem pro Württemberské království, Bádenské velkovévodství a Hesenské velkovévodství. Následně v letech 1897–1903 zastával funkci vyslance v Athénách.
V období od 24. července 1903 do 12. února 1912 působil jako společný ministr financí Rakouska-Uherska (po rakousko-uherském vyrovnání šlo ovšem spíše o účetní post, bez výraznějších exekutivních a rozpočtových pravomocí). Pod společné ministerstvo financí patřila civilní správa Bosny a Hercegoviny, která byla roku 1908 anektována monarchií. Nechal vypsat volby do Zemského sněmu Bosny a Hercegoviny a navrhl ústavu pro tuto novou provincii říše. Byla mu vyčítána náklonnost k Srbům, situaci v Bosně se mu ale nepodařilo uklidnit. Po rezignaci na post ministra financí zastával v letech 1913–1915 v uherském kabinetu István Tiszy funkci ministra a latere, tj. zástupce uherské vlády ve Vídni. 

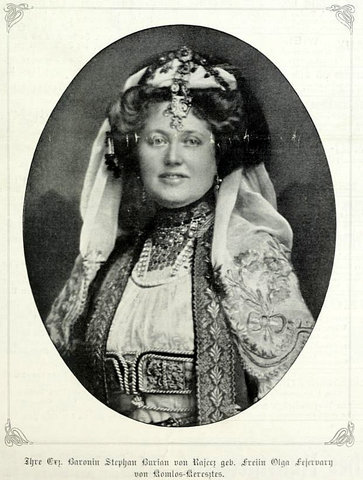
Manželka Olga, rozená Fejérváry (1867–1933)

Od 13. ledna 1915 do 22. prosince 1916 byl ministrem zahraničí Rakouska-Uherska, tedy šéfem rakousko-uherské diplomacie a zároveň z titulu této funkce i předsedou ministerské rady pro společné záležitosti (nominálním ministerským předsedou Rakouska-Uherska). Ovšem po rakousko-uherském vyrovnání nehrál tento post skutečnou roli předsedy exekutivy, kterou vykonávaly samostatné předlitavské a uherské vlády.
Do funkce v čele rakousko-uherské diplomacie se Burián dostal poté, co z tohoto postu musel odejít Leopold Berchtold, který se zapojil do debat o zajištění neutrality Itálie. Německo jako spojenec Vídně navrhovalo územní ústupky Itálii coby prostředek k odvrácení této země od aliance s dohodovými velmocemi. Plány ovšem ve Vídni narazily a István Burián měl na ministerské pozici důsledněji a bez ohledu na německé přání hájit územní celistvost Rakouska-Uherska. Už v březnu 1915 se ale sám vyslovil pro ústupky Itálii, s poukazem na stále tvrdší tlak z Berlína. Nakonec ovšem Itálie na jaře 1915 definitivně přešla do dohodového tábora a tyto debaty už nepokračovaly. Jako ministr oponoval taky plánům na vedení neomezené ponorkové války. Buriánův odchod z čela ministerstva souvisel se střídáním politických elit po nástupu nového císaře Karla I. Podobně musel odejít z čela předlitavské vlády Ernest von Koerber. Nahradili je lidé blízcí Karlu I. i zabitému nástupníkovi trůnu Františku Ferdinandovi d'Este.

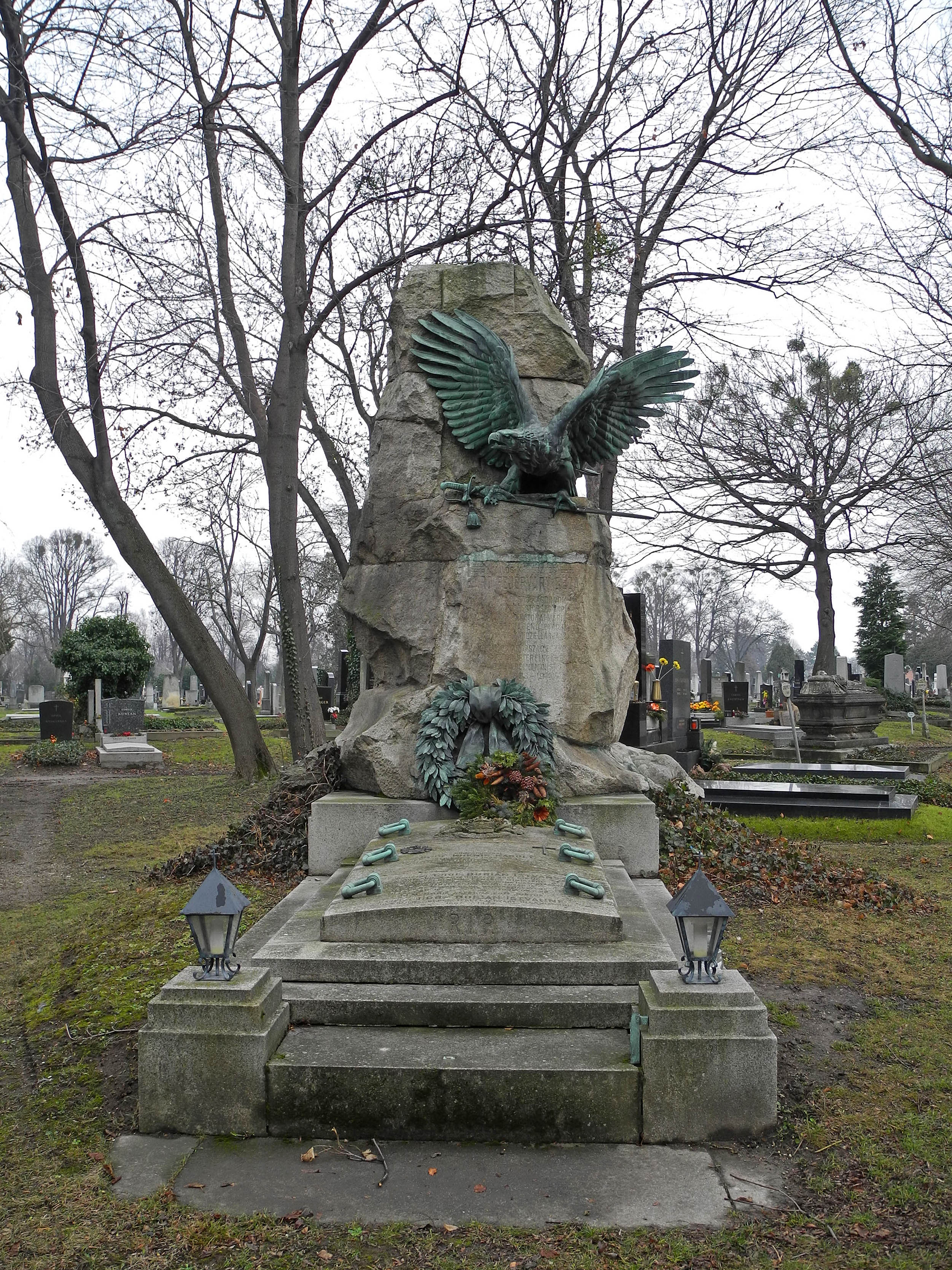
Hrob Istvána Buriána na vídeňském ústředním hřbitově

Od 28. října 1916 do 2. prosince 1916 se pak (jako správce) nakrátko vrátil do funkce společného ministra financí Rakouska-Uherska. Znovu post šéfa rezortu společných financí zastával od 22. prosince 1916 do 7. září 1918, z toho od 16. dubna 1918 jako správce.
Od 16. dubna 1918 do 24. října 1918 byl znovu ministrem zahraničí Rakouska-Uherska. Ve funkci již řešil složitou mezinárodně-politickou situaci, v níž pokusy o mírovou dohodu narážely na nedořešenou národnostní otázku v monarchii. Burián se pokusil o smírné urovnání válečného konfliktu a 14. září 1918 se obrátil nótou na všechny válčící státy s výzvou k jednání.  Západní mocnosti ale nabídku odmítly a zesílily svou kampaň, zejména na Balkánu. 5. října 1918 se pak Německo i Rakousko-Uhersko obrátily s novou výzvou k jednání na amerického prezidenta Wilsona, přičemž jako základní pozici přijali předchozích čtrnáct bodů prezidenta Wilsona z ledna 1918, v nichž se počítalo s dalekosáhlou autonomií národů Rakouska-Uherska. Americká odpověď z 14. října ovšem naznačovala posun ve vnímání budoucnosti podunajské monarchie, protože USA uznaly národní reprezentace Čechoslováků a Jihoslovanů. Burián tak v posledních týdnech svého působení na ministerském křesle zažíval předehru k rozpadu státu.

## Rodina
Oženil se ve Vídni v roce 1891, jeho manželkou se stala baronka Olga Fejérváryová (1867–1933), dcera generála a dlouholetého uherského ministra zeměbrany Gézy Fejérváryho (1833–1914). Olga byla později c. k. palácovou dámou, manželství zůstalo bezdětné. Příjmení Burián přijalo později potomstvo jejich švagra Ference Gerliczyho (1859–1914). Synovec Felix Gerliczy (1885–1954) začal užívat jméno Gerliczy-Burián a v roce 1939 získal hraběcí titul přiznaný v Lichtenštejnsku.

## Tituly a ocenění
Jako příslušník starého šlechtického rodu byl v roce 1897 jmenován c. k. komořím a v roce 1900 získal titul barona platný pro Uherské království. Jako člen vlády obdržel v roce 1903 titul c. k. tajného rady s nárokem na oslovení Excelence. Těsně před zánikem monarchie byl povýšen na hraběte (1918) a obdržel nejvyšší vyznamenání Řád zlatého rouna. Byl také doživotním členem uherské Sněmovny magnátů a u dvora zastával čestnou funkci kancléře Řádu Alžběty. Vzhledem k dlouholeté diplomatické službě získal řadu ocenění v Rakousku-Uhersku i od zahraničních panovníků.

## Rakousko-Uhersko
- Řád zlatého rouna (1918)
- velkokříž Královského uherského řádu svatého Štěpána (1910)
- velkokříž Leopoldova řádu (1905)
- komturský kříž Řádu Františka Josefa s hvězdou (1894)
- Jubilejní pamětní medaile
- Vyznamenání za zásluhy o Červený kříž s válečnou dekorací

### Zahraničí
- Řád černé orlice (Německo
- velkokříž Řádu Karla III. (Španělsko)
- velkokříž Řádu Fridrichova (Württembersko)
- velkokříž Řádu Spasitele (Řecko)
- velkokříž Řádu württemberské koruny (Württembersko)
- velkokříž Řádu sv. Alexandra (Bulharsko)
- Řád zähringenského lva (Bádensko)
- Řád Filipa Velkomyslného (Hesensko)
- důstojník Řádu rumunské koruny (Rumunsko)
- Řád Osmanie II. třídy (Osmanská říše)
- Řád lva a slunce II. třídy (Persie)
- Řád Takova IV. třídy (Srbsko)